# Schore (België)
Schore is een dorp in de Belgische provincie West-Vlaanderen en een deelgemeente van de kustgemeente Middelkerke. In 1971 werd de tot dan toe zelfstandige gemeente Schore deel van de gemeente Spermalie, maar deze nieuwe fusiegemeente werd al opgeheven op 1 januari 1977 waarna Schore bij Middelkerke werd gevoegd. Het dorpje ligt in de Polders op de rechteroever van de rivier de IJzer.

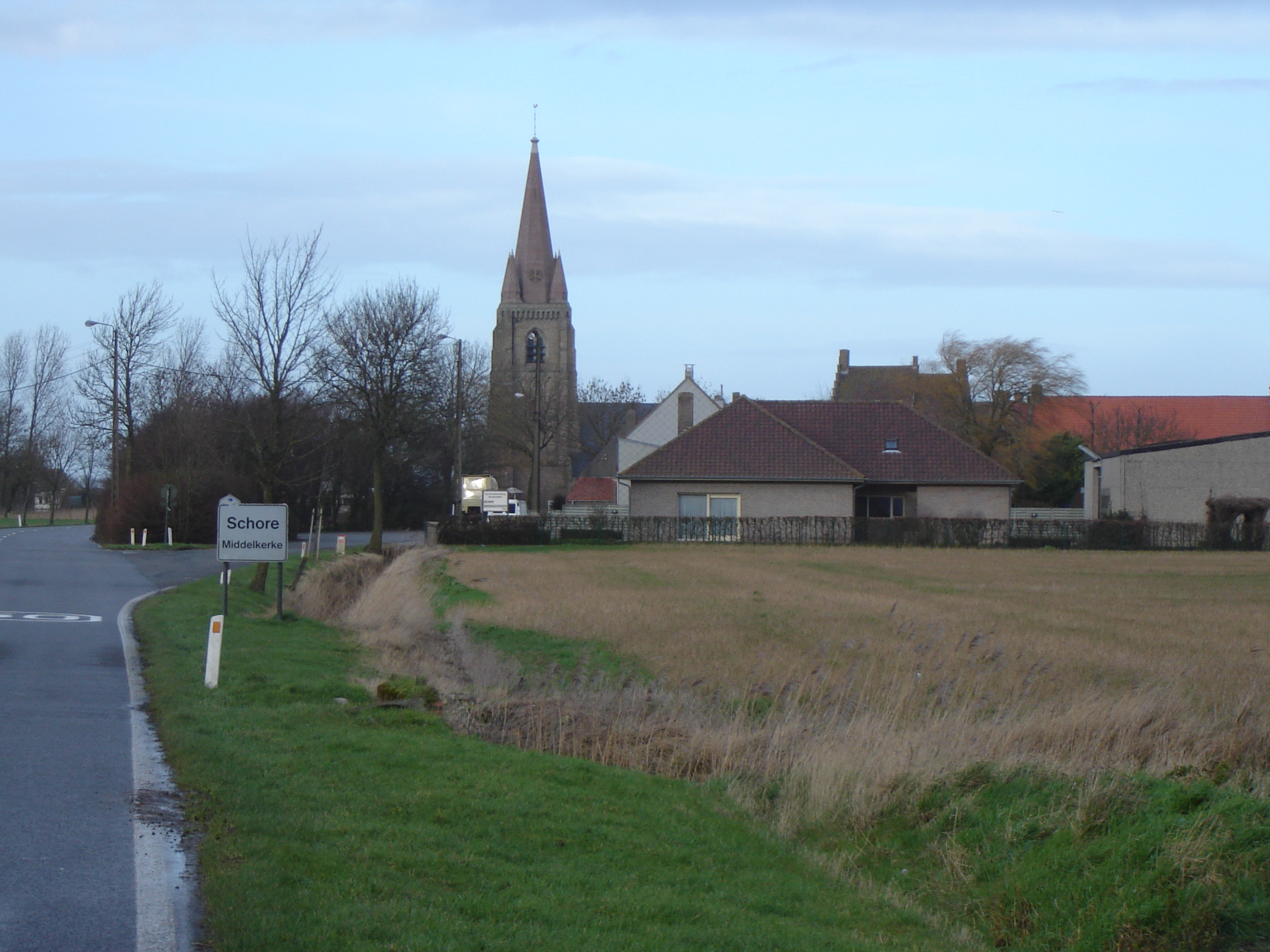
Schore

## Geografie
Door het grondgebied lopen verschillende grachten en afwateringen, waaronder de Vladslovaart en de Lekevaart, die de noordoostgrens vormt. Het dorpscentrum ligt centraal op het grondgebied, ongeveer een kilometer van de IJzer. In het noorden ligt op de kruising van de Lekevaart, de weg tussen Mannekensvere en Sint-Pieters-Kapelle en de Schorestraat het gehucht Spermalie. In het zuidwesten ligt aan de overkant van de IJzer op het grondgebied van Pervijze het gehucht Schoorbakke.

## Geschiedenis
Een oude vermelding van de plaats dateert uit 1176 als Schora, schor. De graaf van Vlaanderen, Filips van de Elzas schonk een schapenhoeve aan de Sint-Niklaasabdij van Veurne. Deze oudste site van Schore werd later bekend als "Knuydtwalle" en later als Schoorbakkehoeve. De Gentse Sint-Pietersabdij richtte de parochie op. Het gebied was een deel van het Brugse Vrije en Vladslo-Ambacht. De volgende eeuw werd het dorp meermaals getroffen door plunderingen en oorlogsgeweld. Ten zuidwesten was een overzet over de IJzer en daar ontstond op het grondgebied van Pervijze het gehucht Schoorbakke, dat zijn naam ontleedt aan Schore. Vanaf de 18de eeuw kwam hier de Schoorbakkebrug over de rivier.
Ook in de Eerste Wereldoorlog werd er zwaar gestreden en het dorp werd volledig vernield in de Slag om de IJzer. In oktober 1914 probeerden oprukkende Duitsers de IJzer over te steken in Nieuwpoort, Diksmuide of een van de drie tussenliggende bruggen, de Uniebrug, de Schoorbakkebrug en de Tervatebrug. Op 18 oktober werd Schore ingenomen door de Duitsers. De volgende dagen werd zwaar gestreden bij Schoorbakke en op 23 oktober werd de brug opgeblazen. De Belgen moesten zich terugtrekken, maar een week later werd de Duitse opmars gestopt door de onderwaterzetting van de IJzervlakte. Na de oorlog werd het dorp en de omliggende hoeves opnieuw opgetrokken in wederopbouwarchitectuur.
In 1971 werd Schore deel van de gemeente Spermalie, maar deze verdween in 1977 en Schore werd bij Middelkerke gevoegd.

## Demografische ontwikkeling
- Bronnen:NIS, Opm:1831 tot en met 1961=volkstellingen

## Bezienswaardigheden
- De Onze-Lieve-Vrouwekerk
- De gemeenteschool met onderwijzerswoning en de pastorie, naar ontwerp van architect Théodore Raison.
- De Schoorbakkehoeve, een voormalige abdijhoeve, waarvan de geschiedenis teruggaat tot 1176. De hoeve werd heropgebouwd na de oorlog.
- Een Duitse bunker uit de Eerste Wereldoorlog

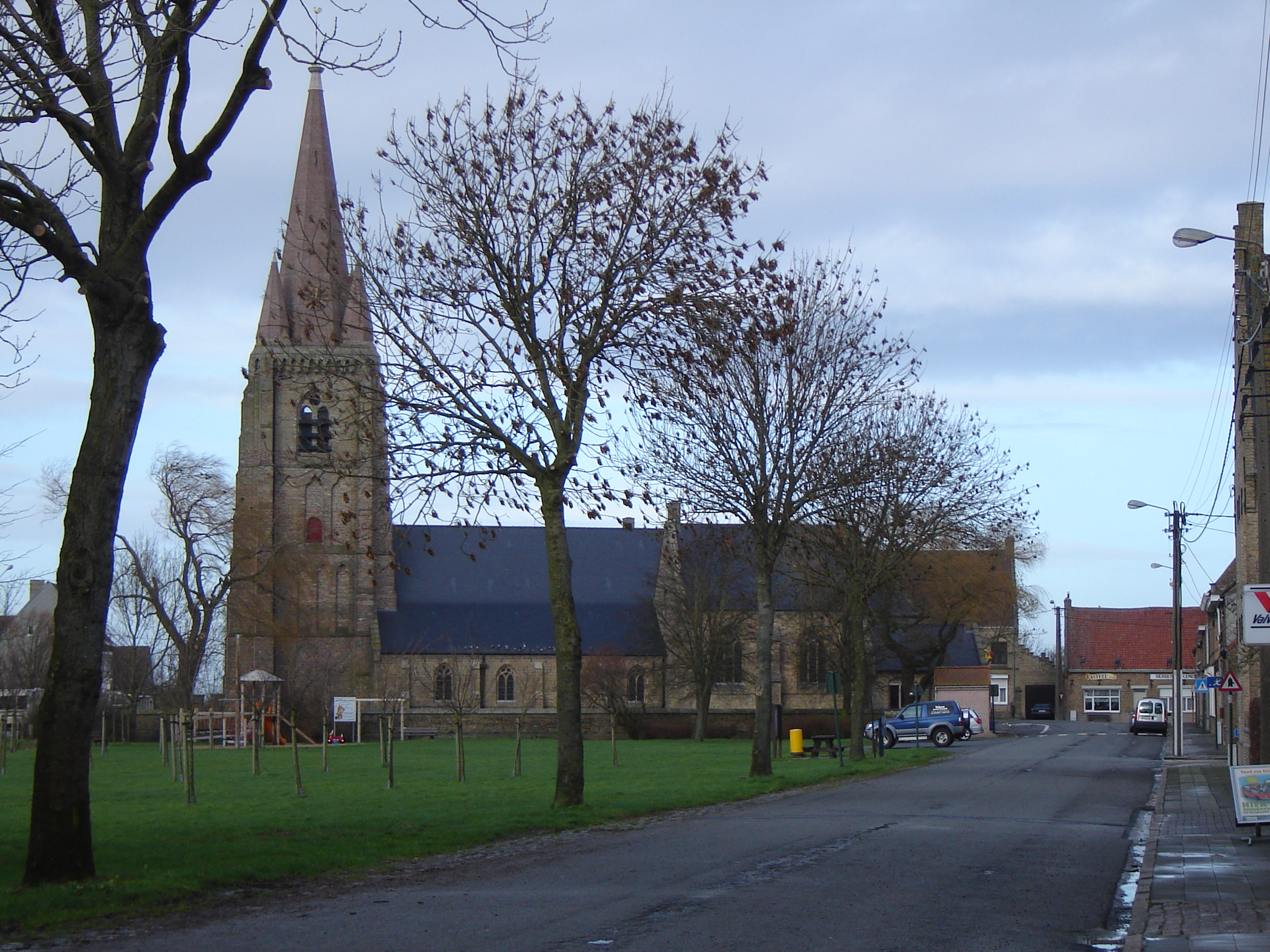
Onze-Lieve-Vrouwekerk
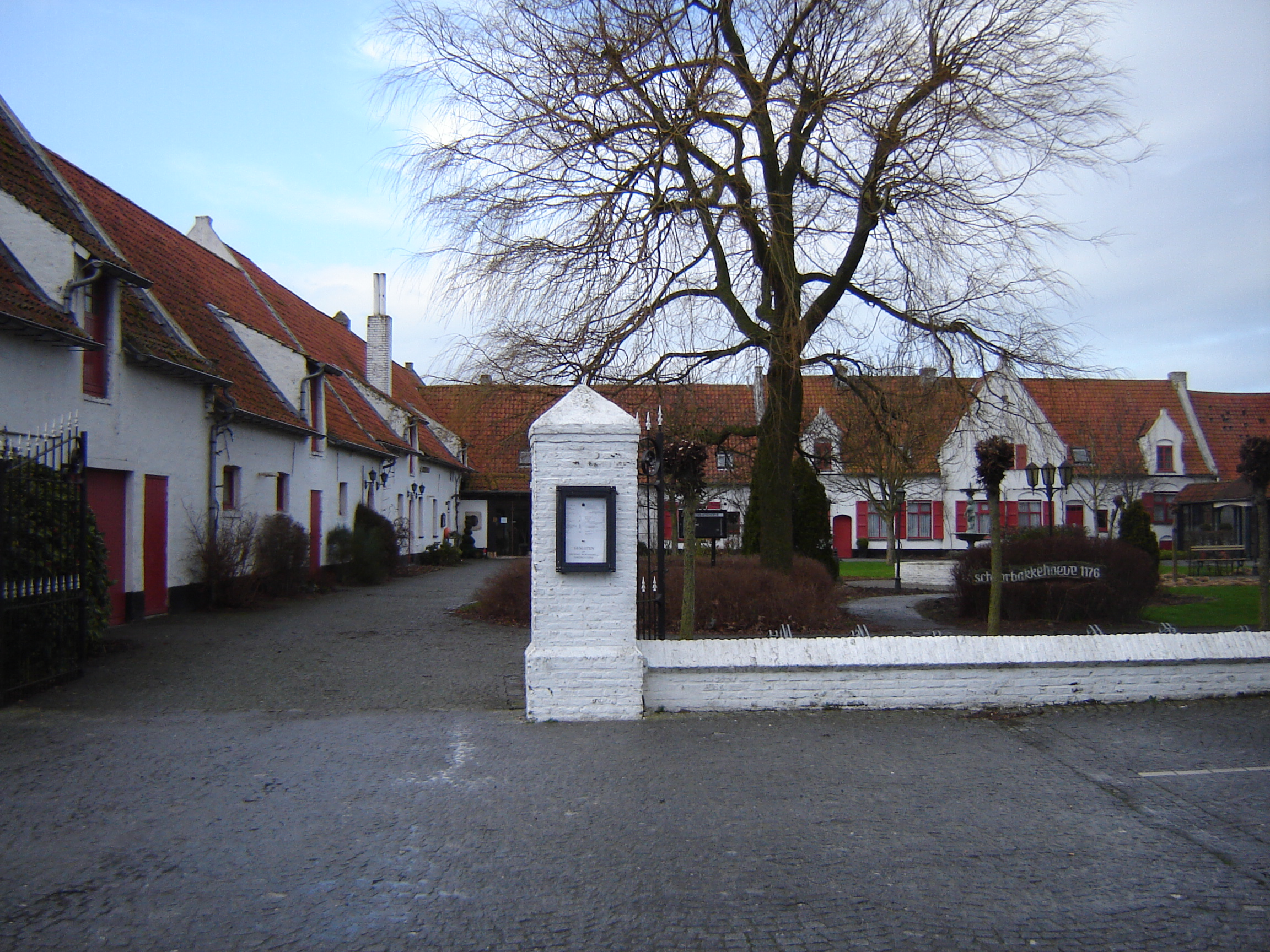
Schoorbakkehoeve

## Natuur en landschap
Schore ligt in het West-Vlaamse poldergebied op een hoogte van ongeveer 2 meter. In het westen verloopt de IJzer. In het oosten loopt de Lekevaart en het Klein Walegeleed.

## Nabijgelegen kernen
Mannekensvere, Sint-Pieters-Kapelle, Pervijze
Deelgemeenten: Leffinge · Lombardsijde · Mannekensvere · Middelkerke · Schore · Sint-Pieters-Kapelle · Slijpe · Westende · Wilskerke

Belgische gemeenten · Arrondissement Oostende · West-Vlaanderen · Vlaanderen